# Exemplar
Exemplar – плавуча установка з регазифікації та зберігання зрідженого природного газу (Floating storage and regasification unit, FSRU), споруджена для компанії Excelerate Energy.

## Загальна інформація
Починаючи з 2005-го року Excelerate Energy створила найбільший в світі флот FSRU, при цьому її восьмим судном цього типу стало Exemplar. Останнє завершили у 2010-му на південнокорейській верфі  Daewoo Shipbuilding&Marine Engineering в Кодже.
Розміщена на борту регазифікаційна установка здатна видавати 16,9 млн м3 на добу. Зберігання ЗПГ відбувається у резервуарах загальним об’ємом 150900 м3.
За необхідності, судно може використовуватись як звичайний ЗПГ-танкер та пересуватись до місця призначення зі швидкістю 19,2 вузла.

## Служба судна
Невдовзі після спорудження установку задіяли для робіт у Аргентині. На початку травня 2011-го Exemplar прибула на термінал Ескобар, де працювала біля чотирьох років. В 2015-му установку перевели на інший аргентинський термінал у Баїя-Бланка, де вона працювала по 2018 рік.
На початку 2019-го Exemplar працювала на терміналі Northeast Gateway, який розташований поблизу узбережжя штату Массачуссетс. Втім, тут послуги установки знадобились лише на короткий період сильних морозів.
З травня по серпень 2021-го судно знову законтрактували для роботи на терміналі Баїя-Бланка, який відновив свою роботу на час зимового сезону.
Взимку 2021/2022 років Exemplar удруге побувала на Northeast Gateway, а потім провела ще один зимовий сезон у Баїя-Бланка.
Наприкінці серпня 2022-го установка полишила Аргентину та попрямувала до Іспанії, де пройшла на верфі обслуговування та певну модернізацю для роботи у суворих зимових умовах. Далі Exemplar частково завантажилась у Гібралтарі з іншої плавучої установки тієї ж компанії Excelsior та наприкінці грудня прибула на фінський термінал Інкоо, де розпочала пусконалагоджувальні роботи. В Інкоо установка працюватиме за 10-річним контрактом, який Excelerate Energy уклала з Gasgrid Finland.